# لر، نیدرزاکسن
شهر لر، نیدرزاکسن (به آلمانی: Leer) در ایالت نیدرزاکسن در کشور آلمان واقع شده‌است.

## نگارخانه

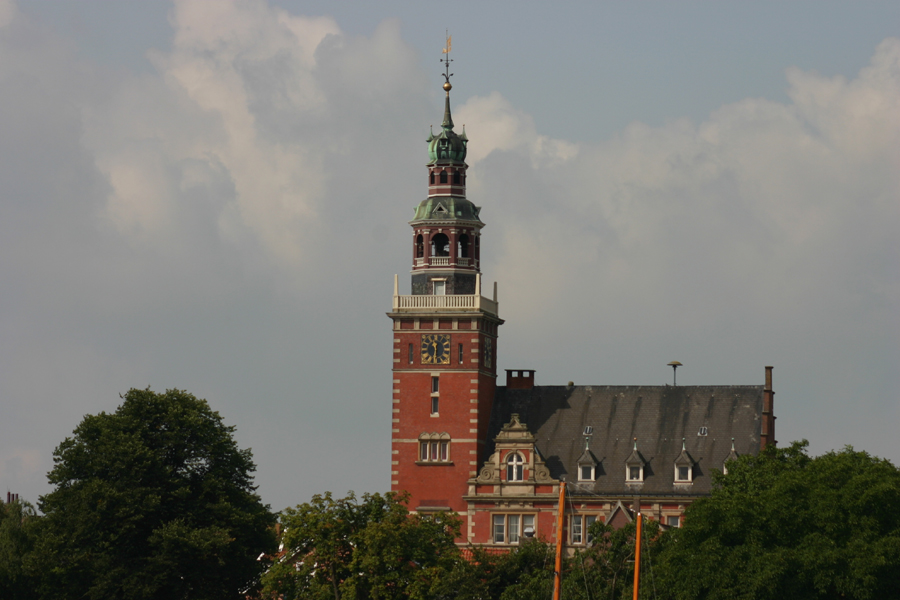
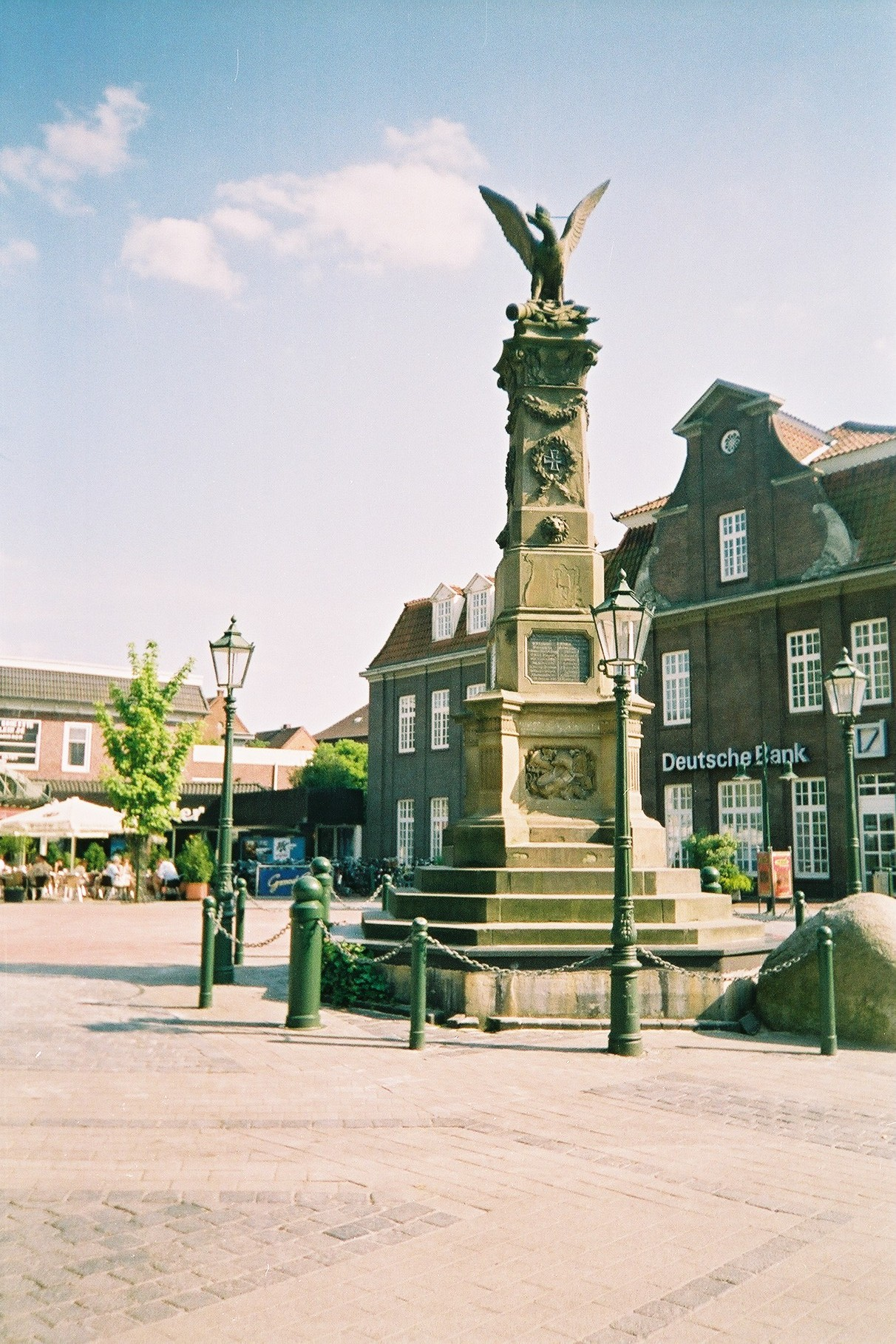